# Saint-Michel (Gers)
Pour les articles homonymes, voir Saint-Michel.
Saint-Michel est une commune française située dans le sud du département du Gers en région Occitanie. Sur le plan historique et culturel, la commune est dans le pays d'Astarac, un territoire du sud gersois très vallonné, au sol argileux, qui longe le plateau de Lannemezan.
Exposée à un climat océanique altéré, elle est drainée par la Baïse, la Baisole et par divers autres petits cours d'eau. La commune possède un patrimoine naturel remarquable composé de deux zones naturelles d'intérêt écologique, faunistique et floristique.
Saint-Michel est une commune rurale qui compte 246 habitants en 2022, après avoir connu un pic de population de 1 082 habitants en 1846.  Ses habitants sont appelés les Saint-Michelais ou  Saint-Michelaises.

## Géographie

### Localisation
Saint-Michel est une commune située sur la Baïsole et faisant partie de la région historique de l'Astarac, en Gascogne.

### Communes limitrophes
Les communes limitrophes sont  Bazugues, Belloc-Saint-Clamens, Berdoues, Moncassin, Montaut, Ponsampère, Saint-Élix-Theux, Sainte-Dode et Sauviac.
| Ponsampère  | Berdoues     | Belloc-Saint-Clamens      |
| Bazugues    | Saint-Michel | Moncassin                 |
| Sainte-Dode | Montaut      | Saint-Élix-Theux, Sauviac |

### Géologie et relief
Saint-Michel se situe en zone de sismicité 2 (sismicité faible).

### Hydrographie
La commune est dans le bassin de la Garonne, au sein du bassin hydrographique Adour-Garonne. Elle est drainée par la Baïse, la Baisole, le ruisseau de Pouyret le ruisseau des Moulines et par divers petits cours d'eau, qui constituent un réseau hydrographique de 24 km de longueur totale,.
La Baïse, d'une longueur totale de 187,6 km, prend sa source dans la commune de Capvern et s'écoule vers le nord. Elle traverse la commune et se jette dans la Garonne à Saint-Léger, après avoir traversé 52 communes.
La Baisole, d'une longueur totale de 47,2 km, prend sa source dans la commune de Campistrous et s'écoule vers le nord. Elle traverse la commune et se jette dans la Baïse sur le territoire communal, après avoir traversé 21 communes.

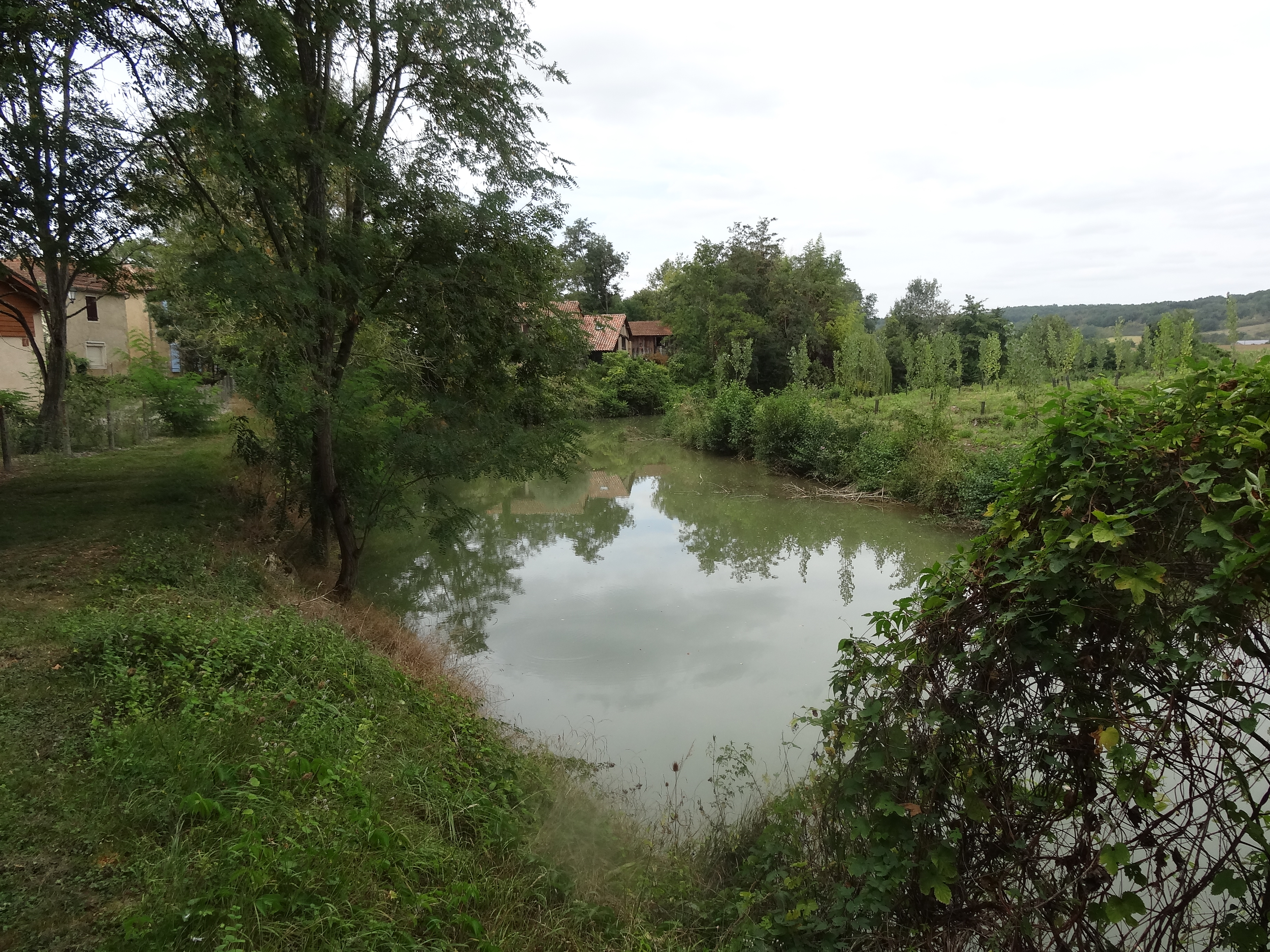
La Grande Baïse à Saint-Michel, avant qu'elle ne rencontre la Baïsole.]
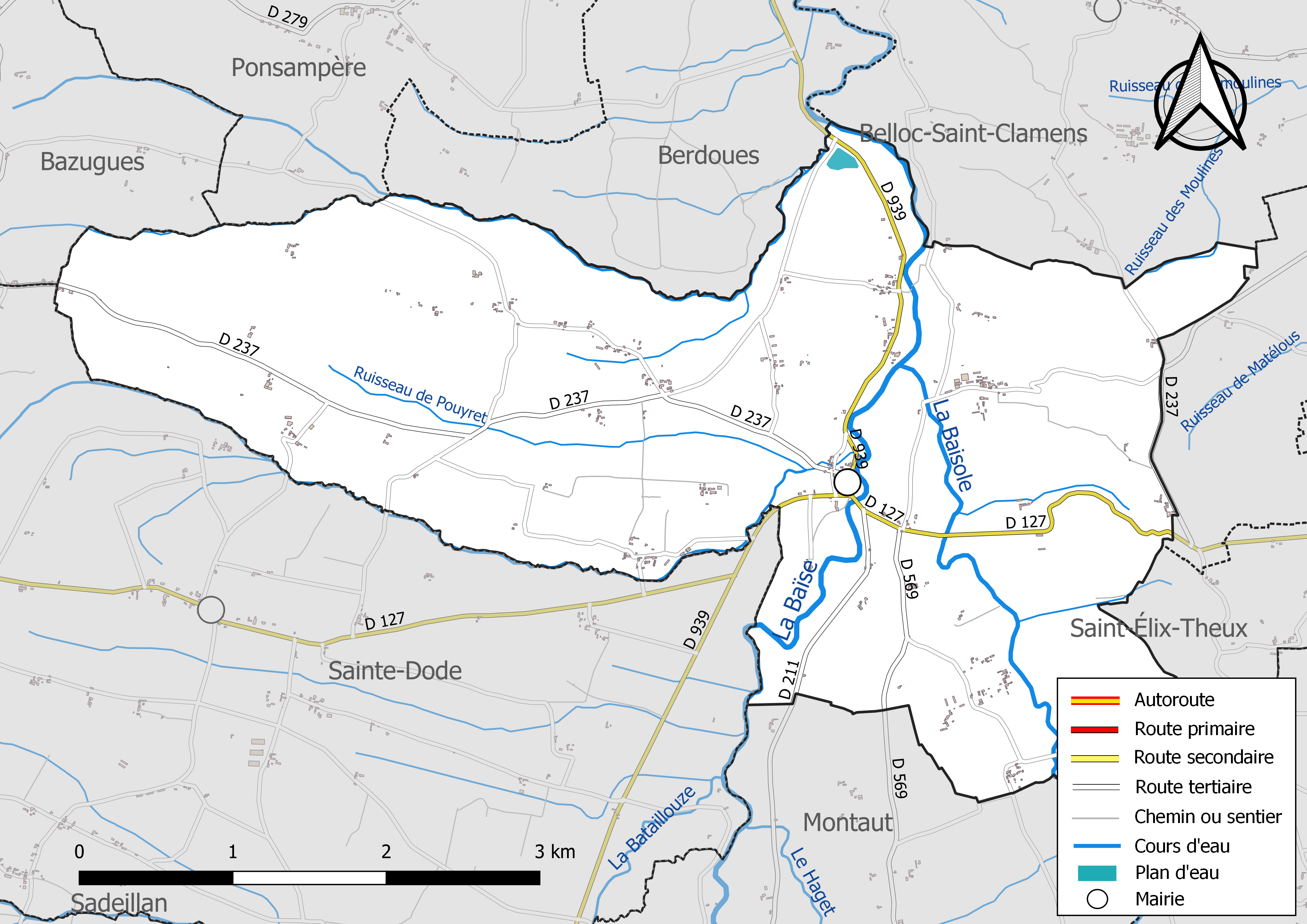
Réseaux hydrographique et routier de Saint-Michel.

### Climat
Pour des articles plus généraux, voir Climat de l'Occitanie et Climat du Gers.
En 2010, le climat de la commune est de type climat océanique altéré, selon une étude s'appuyant sur une série de données couvrant la période 1971-2000. En 2020, Météo-France publie une typologie des climats de la France métropolitaine dans laquelle la commune est toujours exposée à un climat océanique altéré et est dans la région climatique Aquitaine, Gascogne, caractérisée par une pluviométrie abondante au printemps, modérée en automne, un faible ensoleillement au printemps, un été chaud (19,5 °C), des vents faibles, des brouillards fréquents en automne et en hiver et des orages fréquents en été (15 à 20 jours).
Pour la période 1971-2000, la température annuelle moyenne est de 13,1 °C, avec une amplitude thermique annuelle de 15,1 °C. Le cumul annuel moyen de précipitations est de 817 mm, avec 10,3 jours de précipitations en janvier et 6,3 jours en juillet. Pour la période 1991-2020, la température moyenne annuelle observée sur la station météorologique la plus proche, située sur la commune de Sadeillan à 7 km à vol d'oiseau, est de 13,6 °C et le cumul annuel moyen de précipitations est de 900,9 mm,. Pour l'avenir, les paramètres climatiques de la commune estimés pour 2050 selon différents scénarios d'émission de gaz à effet de serre sont consultables sur un site dédié publié par Météo-France en novembre 2022.

### Milieux naturels et biodiversité
L’inventaire des zones naturelles d'intérêt écologique, faunistique et floristique (ZNIEFF) a pour objectif de réaliser une couverture des zones les plus intéressantes sur le plan écologique, essentiellement dans la perspective d’améliorer la connaissance du patrimoine naturel national et de fournir aux différents décideurs un outil d’aide à la prise en compte de l’environnement dans l’aménagement du territoire.
Une ZNIEFF de type 1 est recensée sur la commune :
la « forêt de Berdoues » (389 ha), couvrant 4 communes du département et une ZNIEFF de type 2, : 
le « coteau en rive droite de la Baïsole » (587 ha), couvrant 7 communes du département.

Carte des ZNIEFF de type 1 et 2 à Saint-Michel.
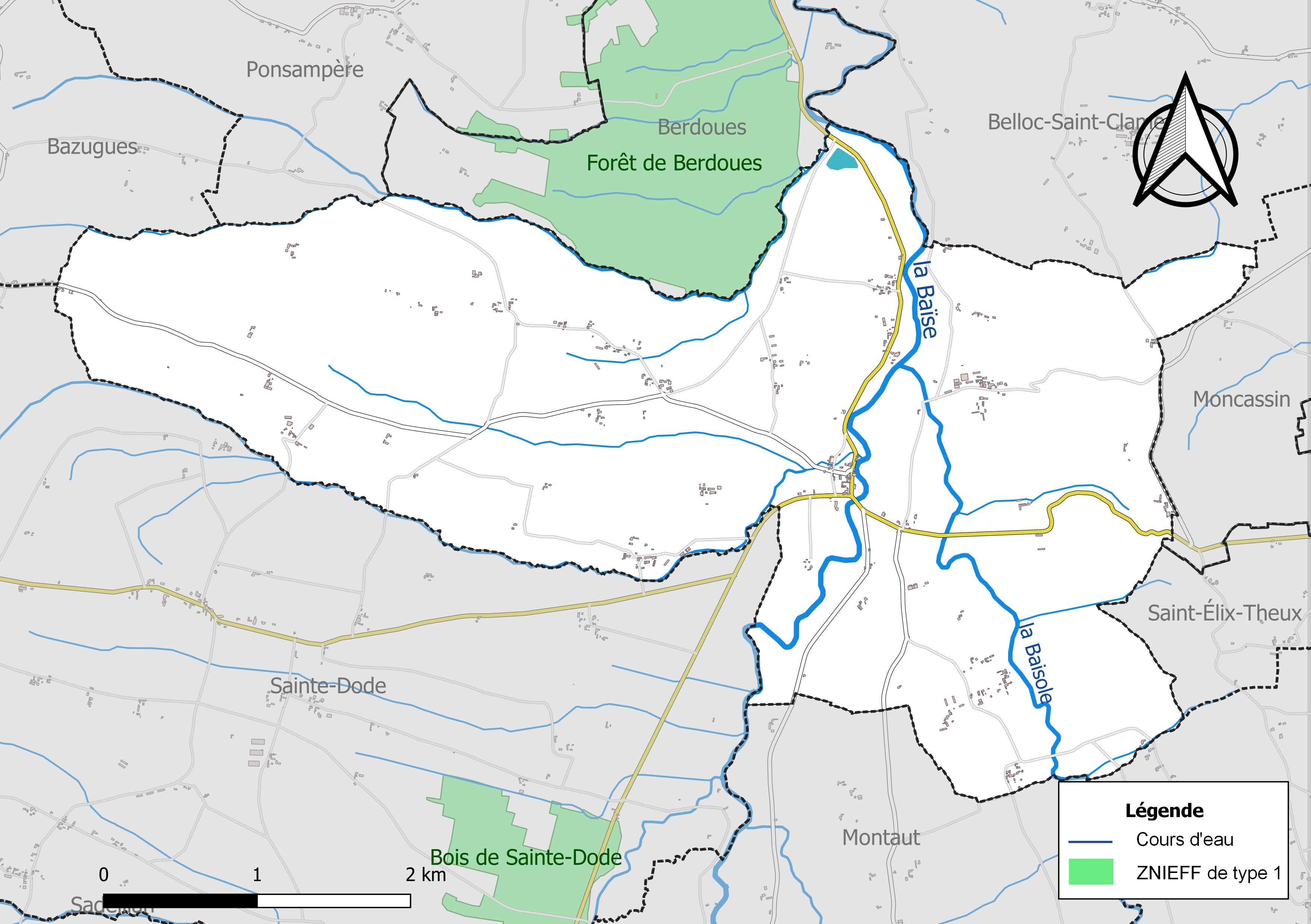
Carte de la ZNIEFF de type 1 sur la commune.
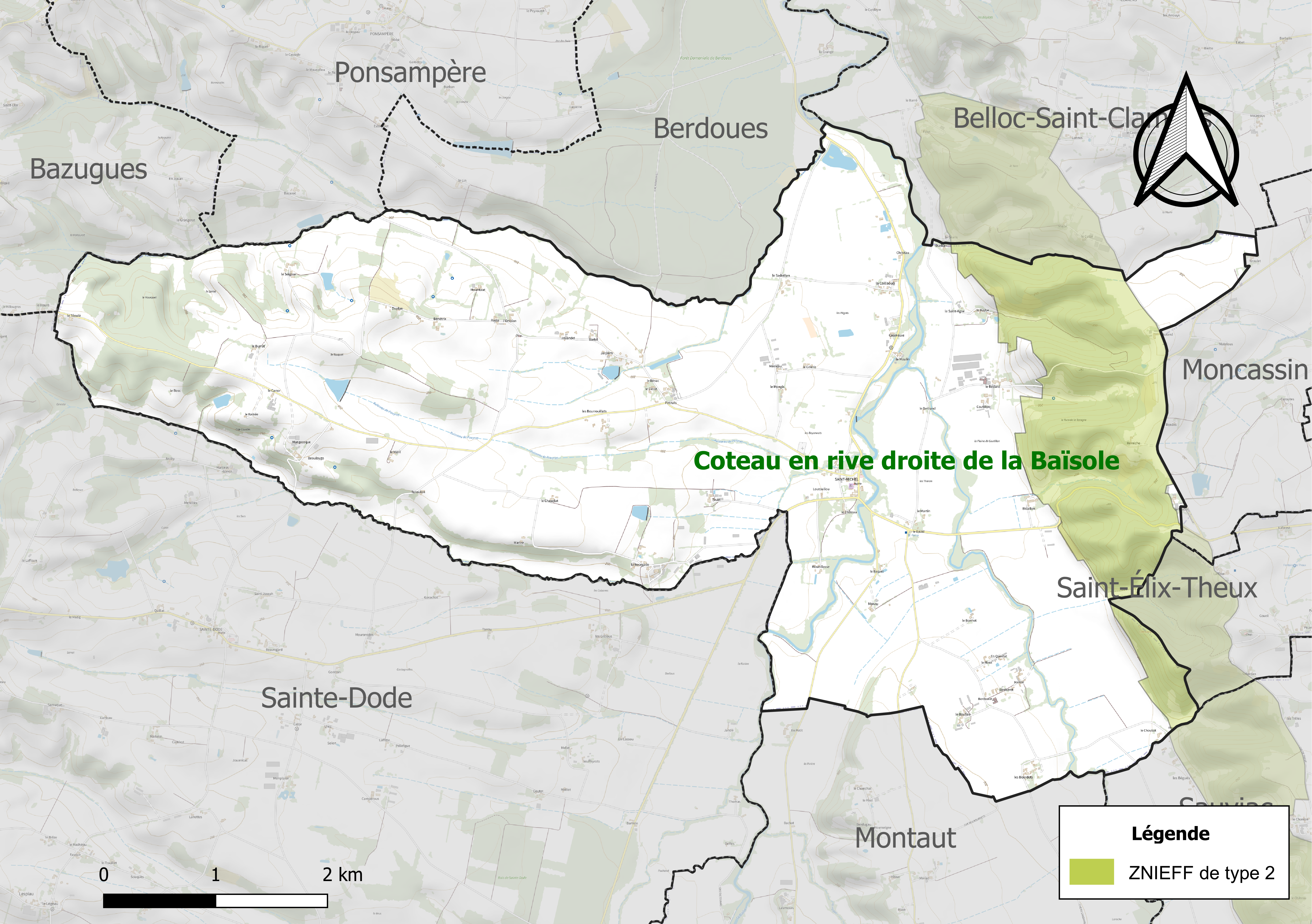
Carte de la ZNIEFF de type 2 sur la commune.

## Urbanisme

### Typologie
Au 1er janvier 2024, Saint-Michel est catégorisée commune rurale à habitat très dispersé, selon la nouvelle grille communale de densité à sept niveaux définie par l'Insee en 2022.
Elle est située hors unité urbaine et hors attraction des villes,.

### Occupation des sols
L'occupation des sols de la commune, telle qu'elle ressort de la base de données européenne d’occupation biophysique des sols Corine Land Cover (CLC), est marquée par l'importance des territoires agricoles (88 % en 2018), une proportion identique à celle de 1990 (88 %). La répartition détaillée en 2018 est la suivante : 
terres arables (61,4 %), zones agricoles hétérogènes (17,8 %), forêts (12 %), prairies (8,8 %). L'évolution de l’occupation des sols de la commune et de ses infrastructures peut être observée sur les différentes représentations cartographiques du territoire : la carte de Cassini (XVIIIe siècle), la carte d'état-major (1820-1866) et les cartes ou photos aériennes de l'IGN pour la période actuelle (1950 à aujourd'hui).

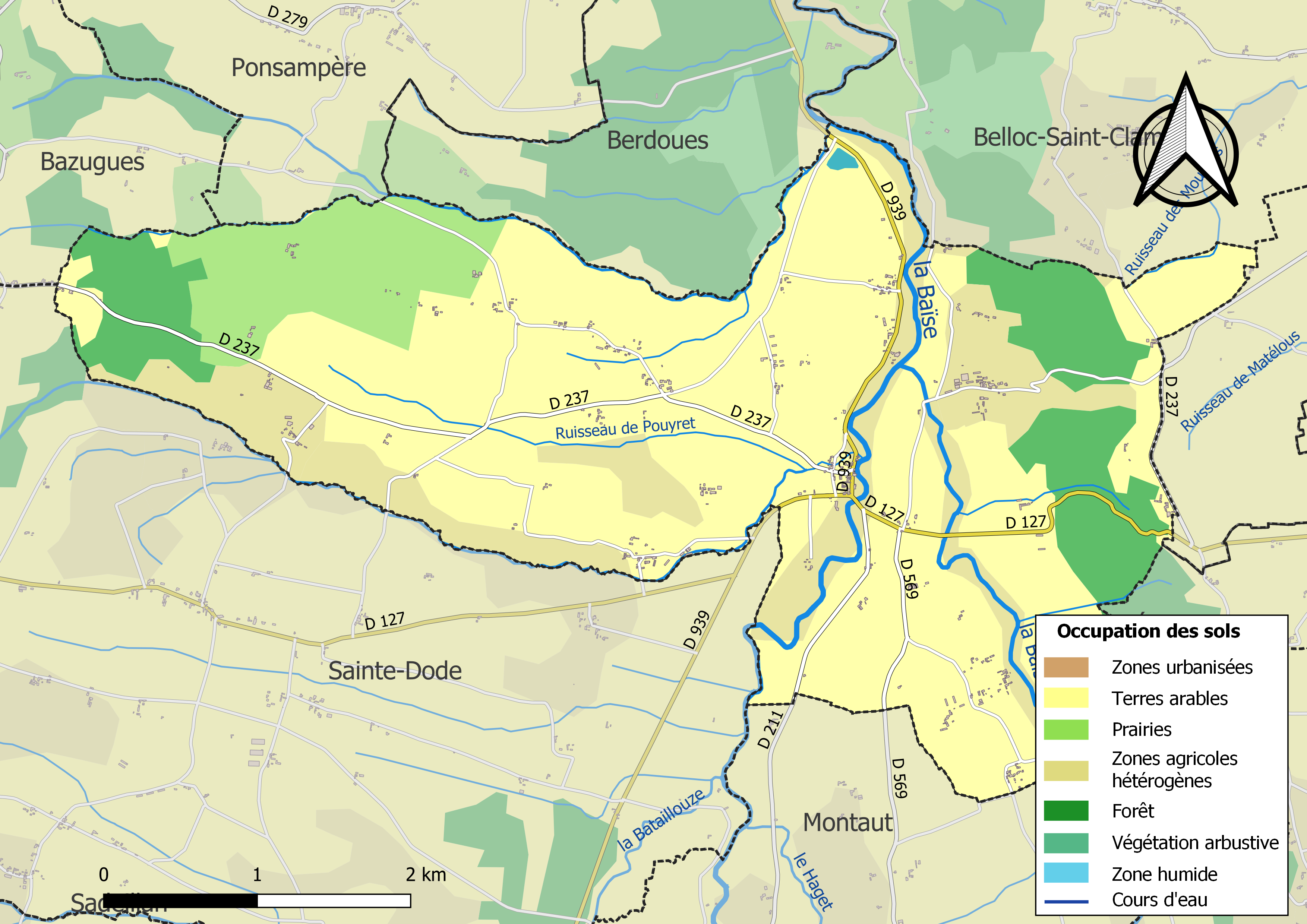
Carte des infrastructures et de l'occupation des sols de la commune en 2018 (CLC).

### Risques majeurs
Le territoire de la commune de Saint-Michel est vulnérable à différents aléas naturels : météorologiques (tempête, orage, neige, grand froid, canicule ou sécheresse), inondations et séisme (sismicité faible). Il est également exposé à un risque technologique, la rupture d'un barrage. Un site publié par le BRGM permet d'évaluer simplement et rapidement les risques d'un bien localisé soit par son adresse soit par le numéro de sa parcelle.

#### Risques naturels
Certaines parties du territoire communal sont susceptibles d’être affectées par le risque d’inondation par débordement de cours d'eau, notamment la Baïse et la Baisole. La cartographie des zones inondables en ex-Midi-Pyrénées réalisée dans le cadre du XIe Contrat de plan État-région, visant à informer les citoyens et les décideurs sur le risque d’inondation, est accessible sur le site de la DREAL Occitanie. La commune a été reconnue en état de catastrophe naturelle au titre des dommages causés par les inondations et coulées de boue survenues en 1988, 1999, 2009 et 2014,.

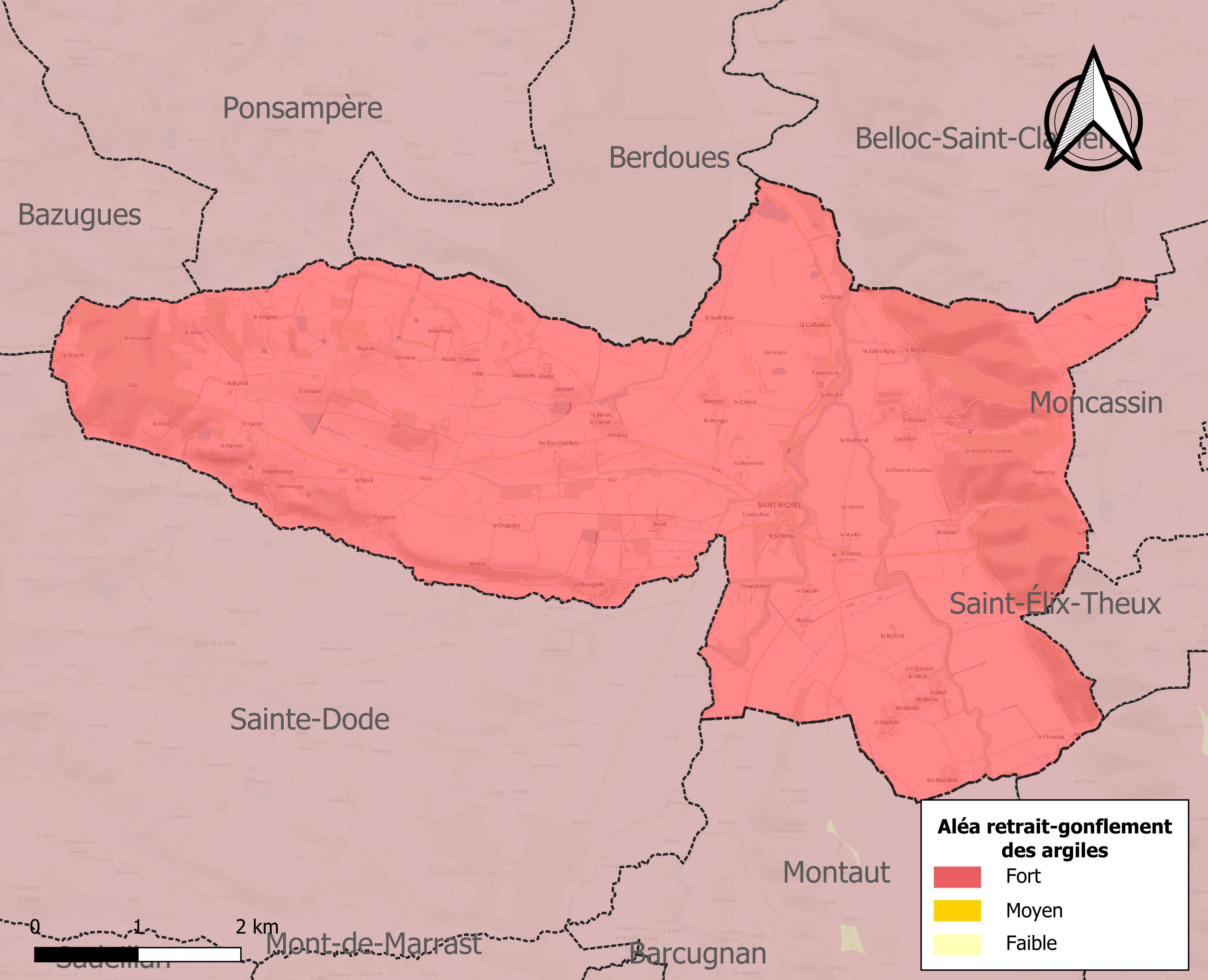
Carte des zones d'aléa retrait-gonflement des sols argileux de Saint-Michel.

Le retrait-gonflement des sols argileux est susceptible d'engendrer des dommages importants aux bâtiments en cas d’alternance de périodes de sécheresse et de pluie. La totalité de la commune est en aléa moyen ou fort (94,5 % au niveau départemental et 48,5 % au niveau national). Sur les 144 bâtiments dénombrés sur la commune en 2019, 144 sont en aléa moyen ou fort, soit 100 %, à comparer aux 93 % au niveau départemental et 54 % au niveau national. Une cartographie de l'exposition du territoire national au retrait gonflement des sols argileux est disponible sur le site du BRGM,.
Par ailleurs, afin de mieux appréhender le risque d’affaissement de terrain, l'inventaire national des cavités souterraines permet de localiser celles situées sur la commune.
Concernant les mouvements de terrains, la commune a été reconnue en état de catastrophe naturelle au titre des dommages causés par la sécheresse en 1989 et par des mouvements de terrain en 1999.

#### Risques technologiques
La commune est en outre située en aval du barrage de Puydarrieux, un ouvrage de classe A disposant d'une retenue de 14,5 millions de mètres cubes. À ce titre elle est susceptible d’être touchée par l’onde de submersion consécutive à la rupture de cet ouvrage.

## Histoire

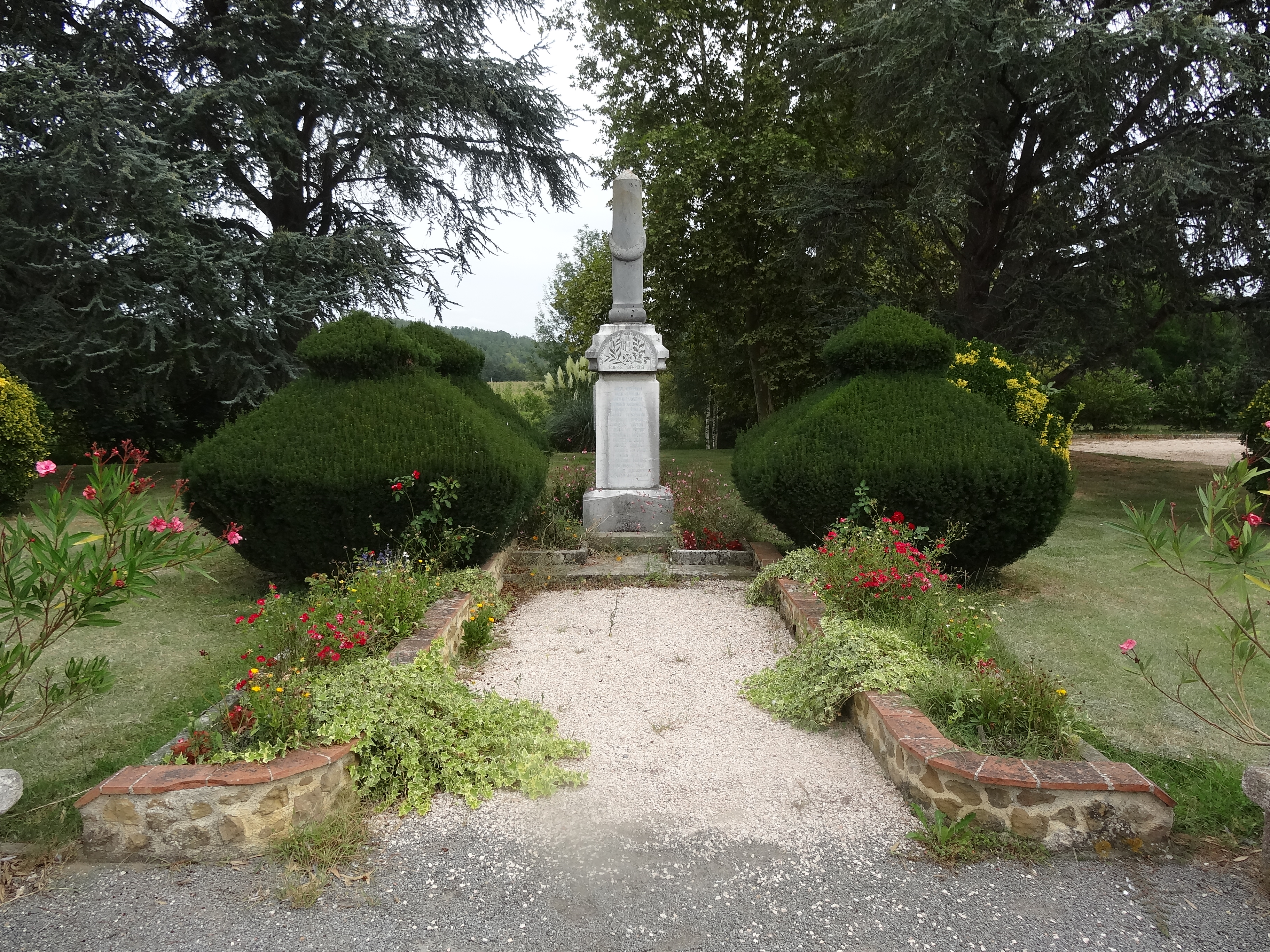
Le monument aux morts.

## Politique et administration

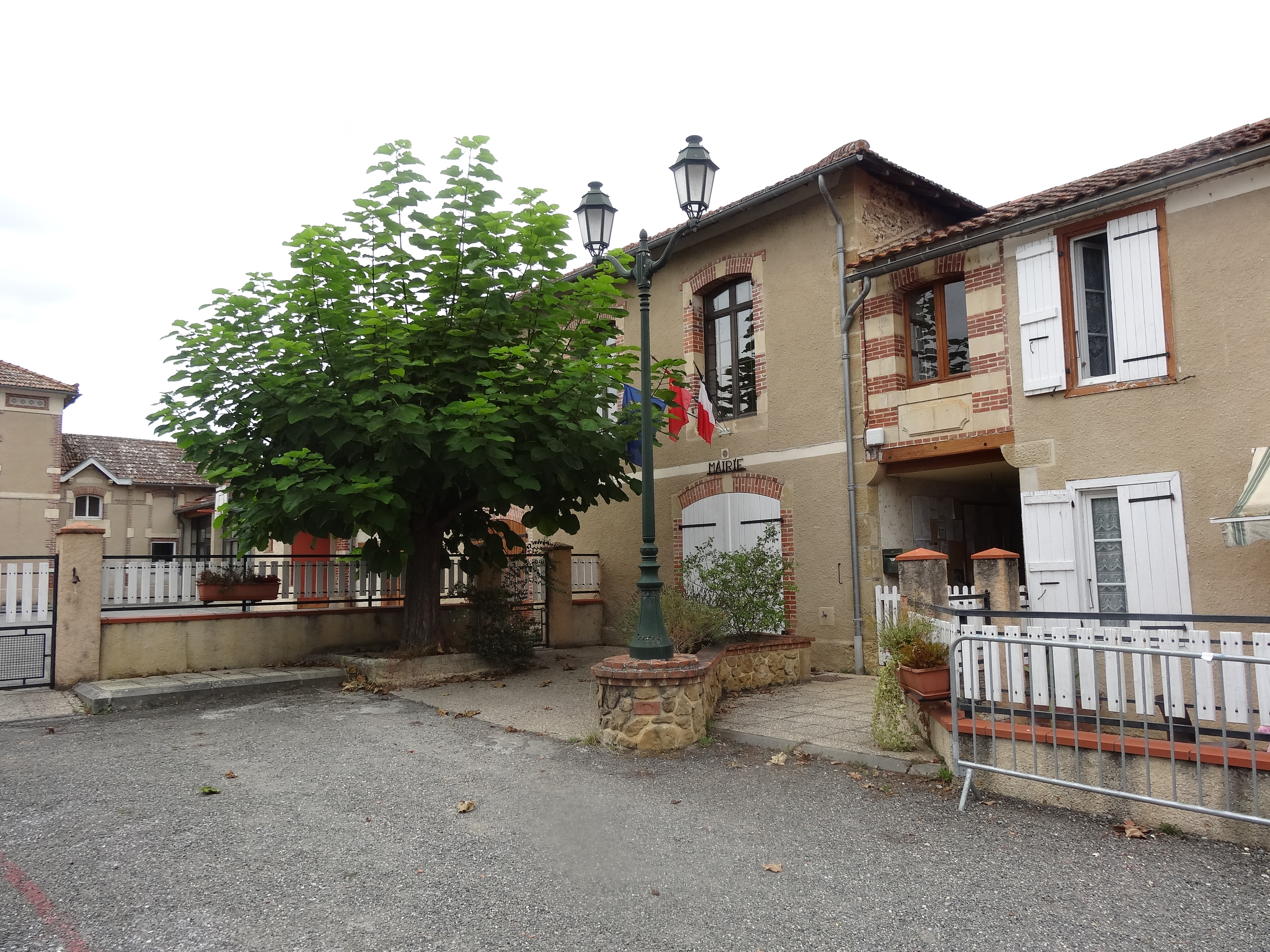
La mairie.

| Période                                  | Période  | Identité          | Étiquette | Qualité                                                         |
| ---------------------------------------- | -------- | ----------------- | --------- | --------------------------------------------------------------- |
| 1959                                     | 1974     | M. Pujos          |           |                                                                 |
| 1974                                     | 2001     | André Montaut     |           |                                                                 |
| mars 2001                                | 2014     | Pierre Neybourger |           |                                                                 |
| mars 2014                                | 2020     | Thérèse Bourges   | PS        | Retraitée de l'enseignement Suppléante au Conseil Départemental |
| 2020                                     | En cours | Fabien Gouzenne   |           |                                                                 |
| Les données manquantes sont à compléter. |          |                   |           |                                                                 |

## Démographie
| 1793 | 1800 | 1806 | 1821 | 1831 | 1841  | 1846  | 1851 | 1856 |
| ---- | ---- | ---- | ---- | ---- | ----- | ----- | ---- | ---- |
| 552  | 483  | 558  | 592  | 585  | 1 020 | 1 082 | 879  | 878  |

| 1861 | 1866 | 1872 | 1876 | 1881 | 1886 | 1891 | 1896 | 1901 |
| ---- | ---- | ---- | ---- | ---- | ---- | ---- | ---- | ---- |
| 798  | 737  | 714  | 678  | 708  | 716  | 661  | 613  | 558  |

| 1906 | 1911 | 1921 | 1926 | 1931 | 1936 | 1946 | 1954 | 1962 |
| ---- | ---- | ---- | ---- | ---- | ---- | ---- | ---- | ---- |
| 548  | 530  | 519  | 505  | 445  | 464  | 429  | 393  | 395  |

| 1968 | 1975 | 1982 | 1990 | 1999 | 2004 | 2006 | 2009 | 2014 |
| ---- | ---- | ---- | ---- | ---- | ---- | ---- | ---- | ---- |
| 373  | 353  | 316  | 276  | 241  | 253  | 260  | 263  | 261  |

| 2019 | 2022 | - | - | - | - | - | - | - |
| ---- | ---- | - | - | - | - | - | - | - |
| 244  | 246  | - | - | - | - | - | - | - |

## Économie

### Revenus
En 2018  (données Insee publiées en septembre 2021), la commune compte 106 ménages fiscaux, regroupant 245 personnes. La médiane du revenu disponible par unité de consommation est de 19 360 € (20 820 € dans le département).

### Emploi
|                | 2008  | 2013  | 2018  |
| -------------- | ----- | ----- | ----- |
| Commune        | 2,5 % | 2,6 % | 5,1 % |
| Département    | 6,1 % | 7,5 % | 8,2 % |
| France entière | 8,3 % | 10 %  | 10 %  |

En 2018, la population âgée de 15 à 64 ans s'élève à 140 personnes, parmi lesquelles on compte 72,3 % d'actifs (67,2 % ayant un emploi et 5,1 % de chômeurs) et 27,7 % d'inactifs,. Depuis 2008, le taux de chômage communal (au sens du recensement) des 15-64 ans est inférieur à celui de la France et du département.
La commune est hors attraction des villes,. Elle compte 53 emplois en 2018, contre 58 en 2013 et 66 en 2008. Le nombre d'actifs ayant un emploi résidant dans la commune est de 99, soit un indicateur de concentration d'emploi de 53,1 % et un taux d'activité parmi les 15 ans ou plus de 49,8 %.
Sur ces 99 actifs de 15 ans ou plus ayant un emploi, 30 travaillent dans la commune, soit 30 % des habitants. Pour se rendre au travail, 84,5 % des habitants utilisent un véhicule personnel ou de fonction à quatre roues, 1 % les transports en commun, 1 % s'y rendent en deux-roues, à vélo ou à pied et 13,4 % n'ont pas besoin de transport (travail au domicile).

### Activités hors agriculture

#### Secteurs d'activités
32 établissements sont implantés  à Saint-Michel au 31 décembre 2019. Le tableau ci-dessous en détaille le nombre par secteur d'activité et compare les ratios avec ceux du département,.
| Secteur d'activité                                                                                        | Commune | Commune | Département |
| Secteur d'activité                                                                                        | Nombre  | %       | %           |
| --- | ------- | ------- | ----------- |
| Ensemble                                                                                                  | 32      |         |             |
| Industrie manufacturière, industries extractives et autres                                                | 19      | 59,4 %  | (12,3 %)    |
| Construction                                                                                              | 2       | 6,3 %   | (14,6 %)    |
| Commerce de gros et de détail, transports, hébergement et restauration                                    | 5       | 15,6 %  | (27,7 %)    |
| Activités financières et d'assurance                                                                      | 2       | 6,3 %   | (3,5 %)     |
| Activités spécialisées, scientifiques et techniques et activités de services administratifs et de soutien | 1       | 3,1 %   | (14,4 %)    |
| Administration publique, enseignement, santé humaine et action sociale                                    | 1       | 3,1 %   | (12,3 %)    |
| Autres activités de services                                                                              | 2       | 6,3 %   | (8,3 %)     |

Le secteur de l'industrie manufacturière, des industries extractives et autres est prépondérant sur la commune puisqu'il représente 59,4 % du nombre total d'établissements de la commune (19 sur les 32 entreprises implantées  à Saint-Michel), contre 12,3 % au niveau départemental.

#### Entreprises et commerces

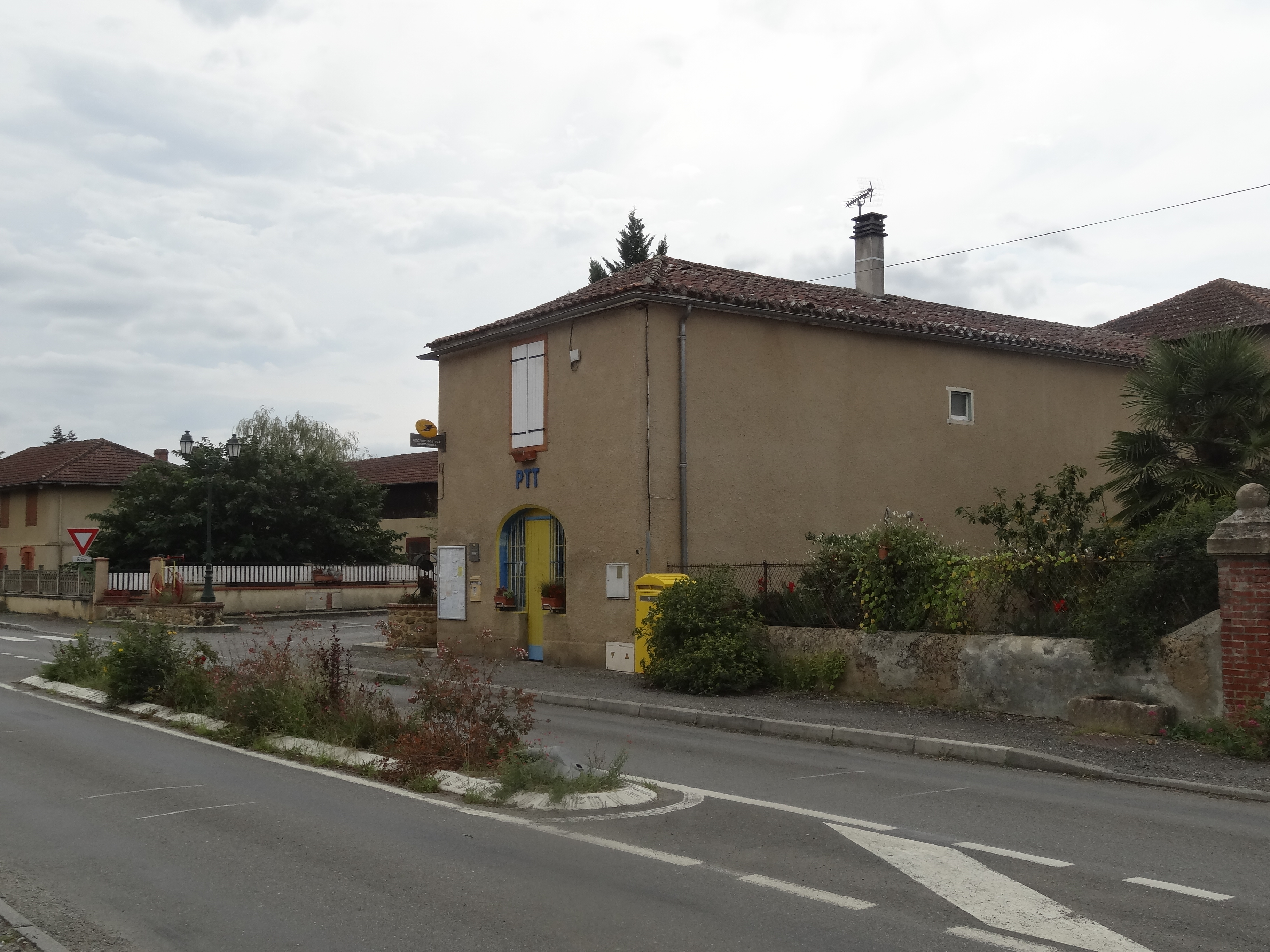
L'agence postale communale.

La commune comprend des parcelles agricoles ainsi qu'un naturaliste qui héberge un musée d'animaux empaillés. Une agence postale communale est également présente sur la commune, à proximité de la mairie et de l’école.

### Agriculture
La commune est dans l'Astarac, une petite région agricole englobant tout le Sud du département du Gers, un quart de sa superficie, et correspond au pied de lʼéventail gascon. En 2020, l'orientation technico-économique de l'agriculture  sur la commune est l'élevage de volailles.
|               | 1988  | 2000  | 2010  | 2020  |
| ------------- | ----- | ----- | ----- | ----- |
| Exploitations | 40    | 28    | 20    | 19    |
| SAU (ha)      | 1 172 | 1 204 | 1 005 | 1 037 |

Le nombre d'exploitations agricoles en activité et ayant leur siège dans la commune est passé de 40 lors du recensement agricole de 1988  à 28 en 2000 puis à 20 en 2010 et enfin à 19 en 2020, soit une baisse de 52 % en 32 ans. Le même mouvement est observé à l'échelle du département qui a perdu pendant cette période 51 % de ses exploitations,. La surface agricole utilisée sur la commune a également diminué, passant de 1 172 ha en 1988 à 1 037 ha en 2020. Parallèlement la surface agricole utilisée moyenne par exploitation a augmenté, passant de 29 à 55 ha.

## Culture locale et patrimoine

### Lieux et monuments
- Église de Saint-Michel, datant du XVIIIe siècle de style gascon, elle a remplacé l'ancienne église romane ;
- Chapelle de Saint-Jaymes, annexe de l'église paroissiale[35],[36] ;
- Motte castrale des Bayonnats ou de Taran, au nord-ouest du village.

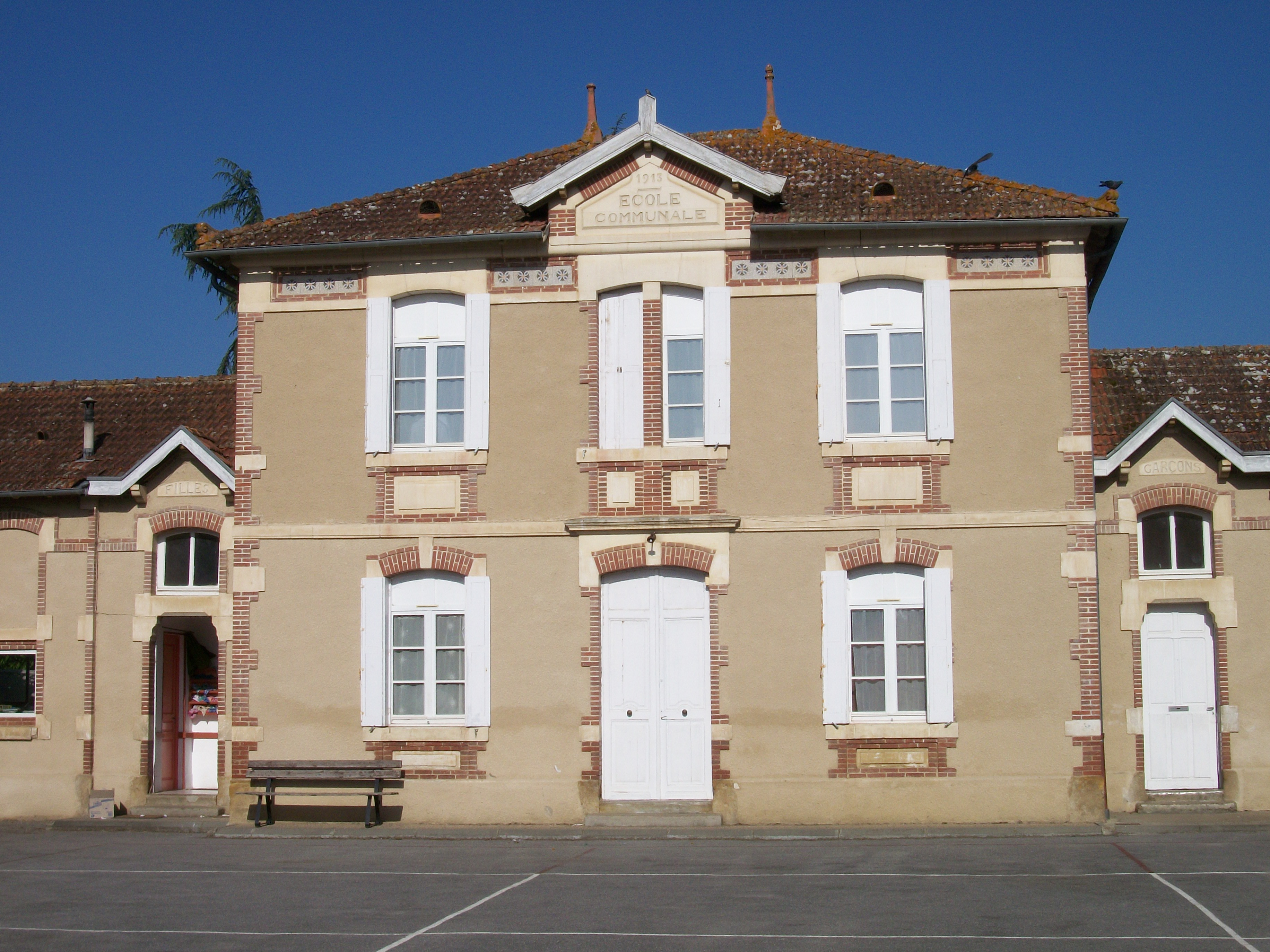
L'école.
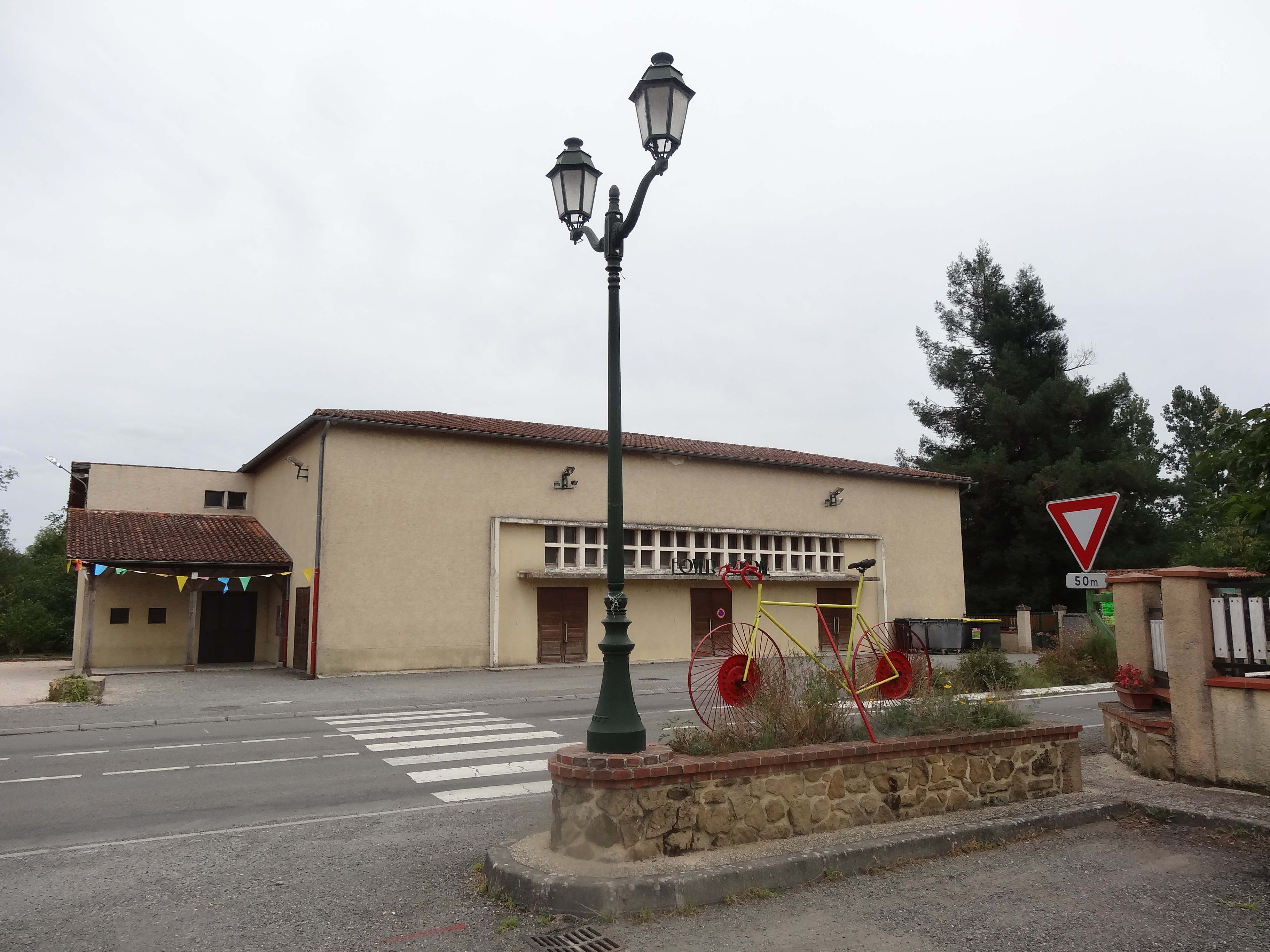
Le foyer rural.
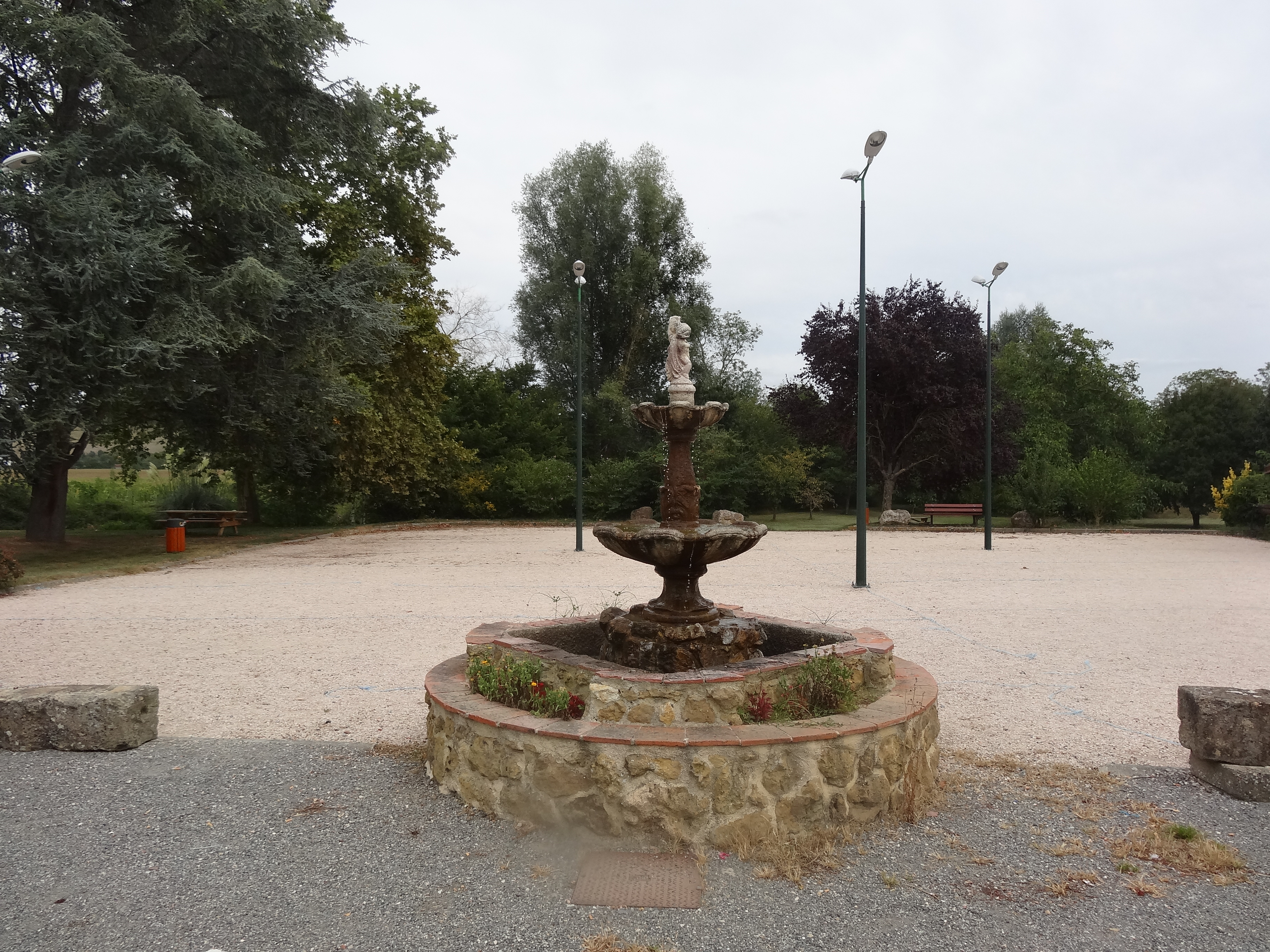
Fontaine et espace vert.
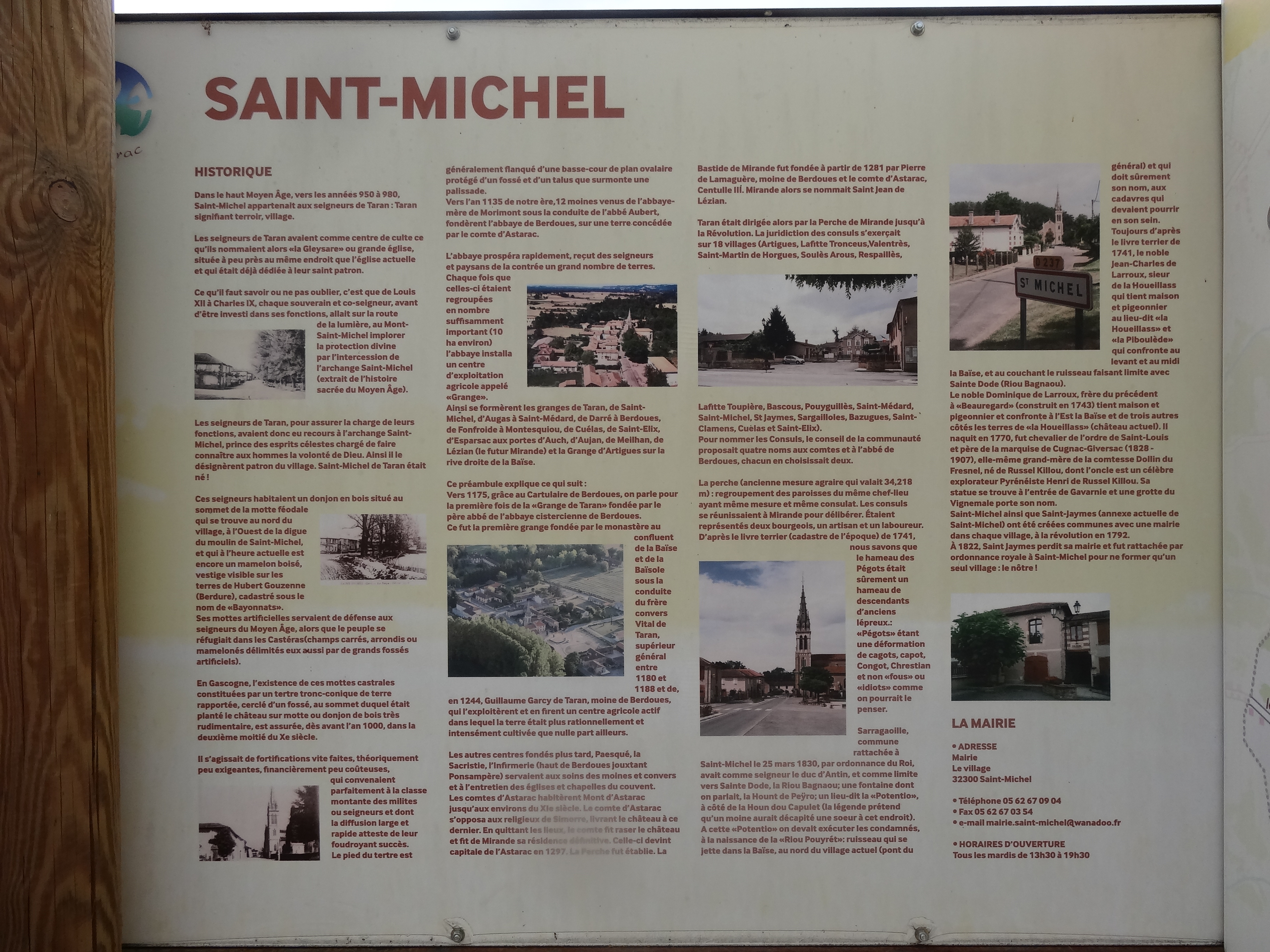
Panneau explicatif.
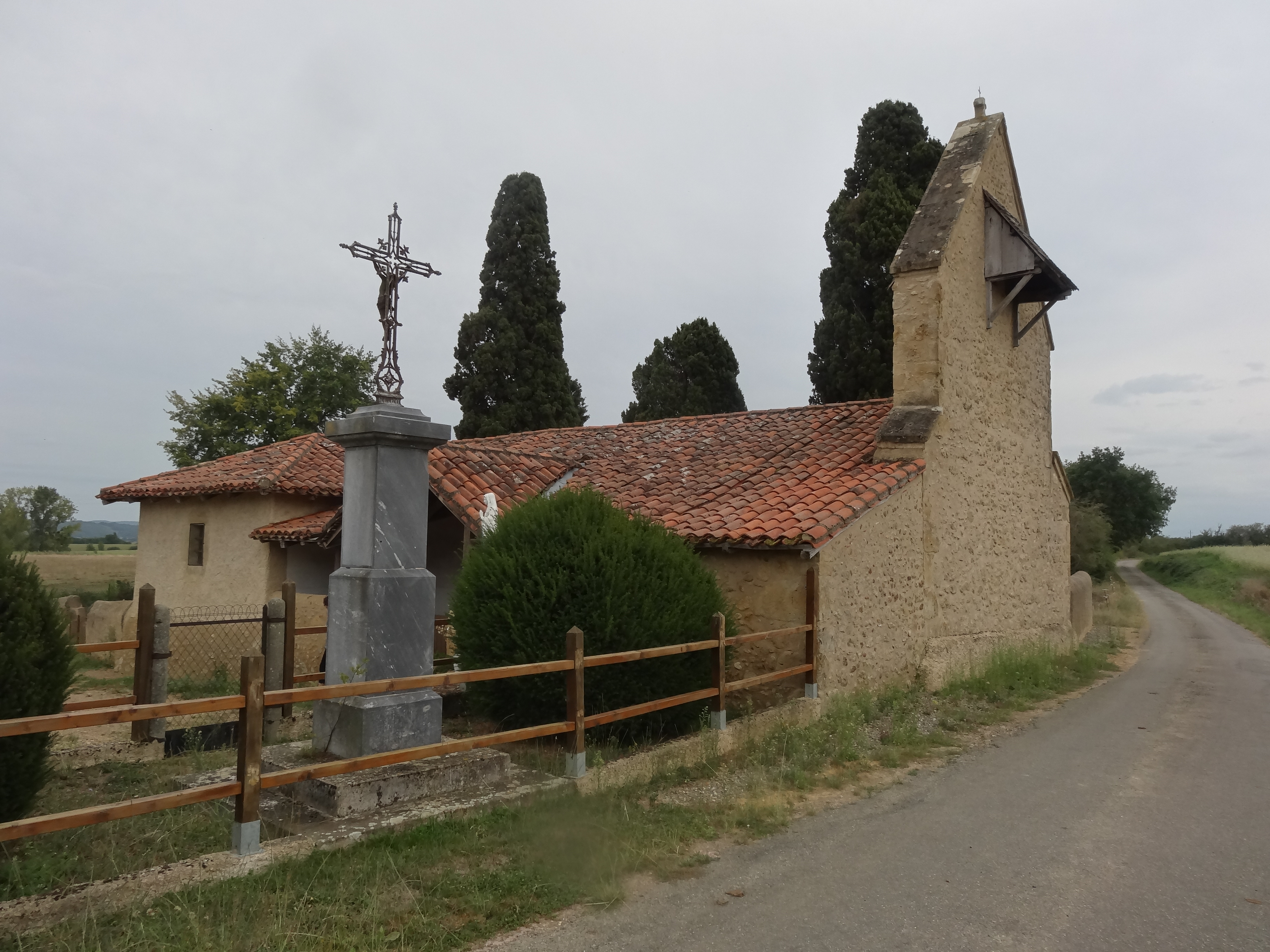
La chapelle de Saint-Jaymes.
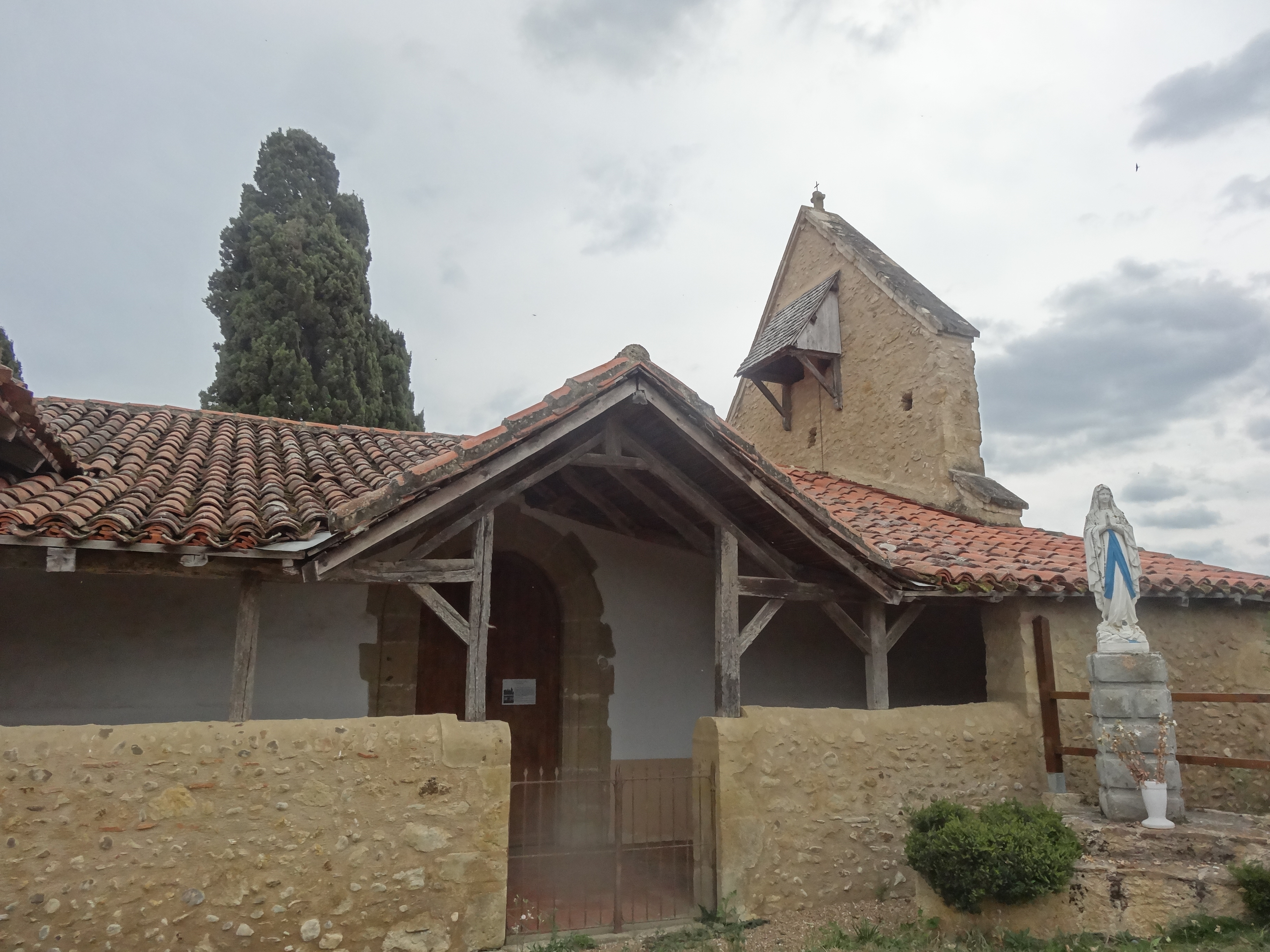
Porche et statue de la chapelle.